# Adam
|  | Per a altres significats, vegeu «Adam (desambiguació)». |

Adam (hebreu: אָדָם, Adam‎, ‘tel·lúric’; àrab: آدم, Ādam) fou el primer home, segons el Gènesi, i com a tal el veneren el judaisme, el cristianisme, l'islam i altres religions menors.
Alguns investigadors veuen en el mite mesopotàmic d'Adapa un antecedent al mite d'Adam. Adapa priva la humanitat i a si mateix de la immortalitat.

## Etimologia
El nom d'Adam prové de l'hebreu adamah, que significa ‘terra’, ‘sòl'. El derivat «Adam», però, va agafar el significat d'‘humanitat’.

## Narració bíblica
D'acord amb la narració bíblica, fou creat per Déu a la seva imatge i semblança, de la pols de la terra i de l'alè de Déu, i posat al jardí de l'Edèn com a amo absolut, amb l'única condició de no menjar el fruit de l'arbre del coneixement. Adam vivia feliç al paradís, on era dominador de tots els animals (als qui posà un nom) i no li faltava el menjar. Però aviat es va adonar que tots els animals tenien parella i se sentí sol. Déu va adormir-lo, li va treure una costella i en feu una femella, qui Adam batejà amb el nom d'Eva. La serp va enganyar Eva qui va convèncer Adam per menjar de l'arbre prohibit. Aleshores van ser expulsats del jardí de l'Edèn i condemnats a sofrir malalties, dolors, patiments per guanyar-se l'aliment i a envellir i morir.

### Fills i filles
Segons el Gènesi, amb Eva van ser pares de Caín, Abel i Set, fet a la seva imatge, de qui provindria tota la humanitat, ja que és l'avantpassat de Noè.
El Llibre dels Jubileus (segle ii aC) anomena els noms de dues filles d'Adam i Eva: Azura, qui seria esposa de Set, i Avan, qui acompanyaria Caín i li donaria fills.
Adam va tenir el seu fill Set a l'edat de cent trenta anys i després encara va viure vuit-cents anys més, en què va engendrar fills i filles, i va morir a nou-cents trenta anys.

## Adam en el judaisme
Segons la tradició jueva, la primera esposa d'Adam s'anomenava Lilit i Eva fou en realitat la segona dona. En tota la Bíblia només és citada en un passatge: Els animals feréstecs es trobaran amb les hienes, i el sàtir cridarà el seu company. També hi descansarà el dimoni Lilit, serà el seu lloc de repòs. (Isaïes, 34:14)

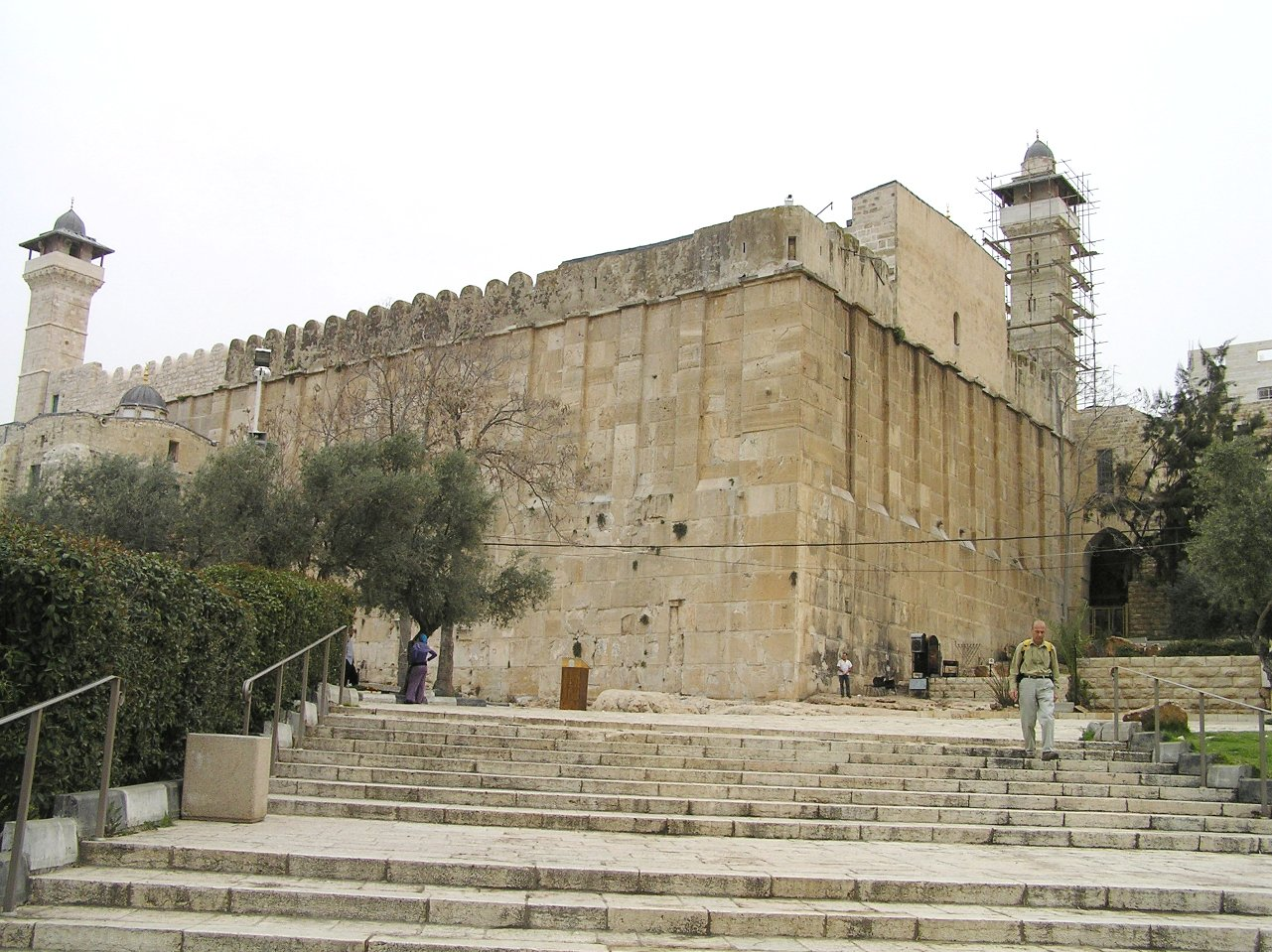
Cova dels Patriarques a Hebron, lloc tradicional d'enterrament d'Adam per als jueus.

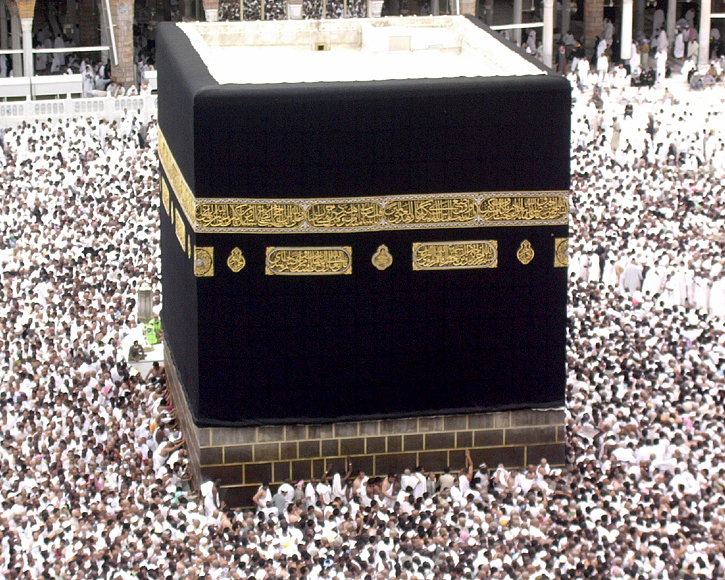
Kaba de la Meca, lloc tradicional d'enterrament d'Adam per als musulmans sunnites.

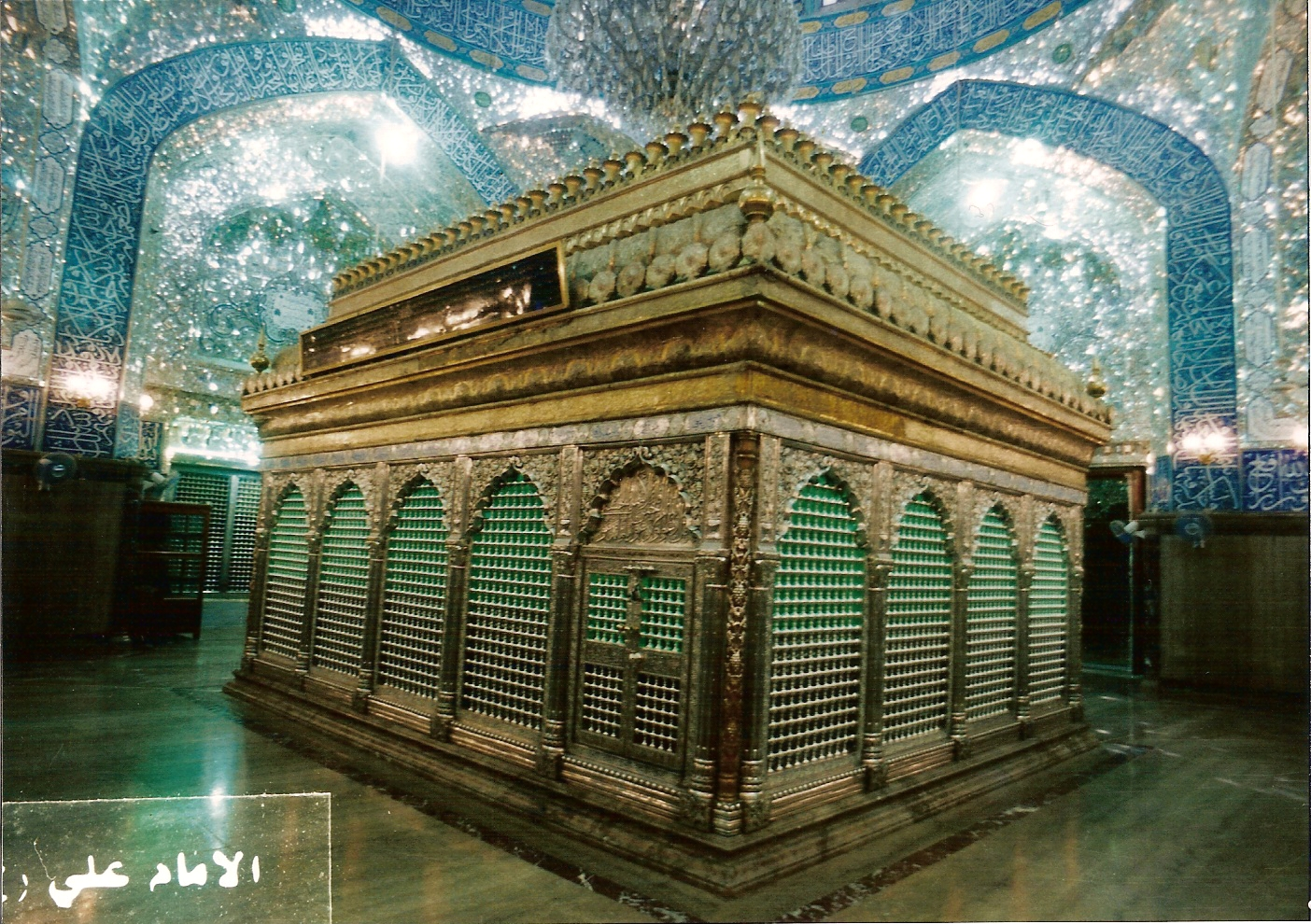
Santuari de la mesquita de l'Imam Alí (Najaf), amb la tomba d'Adam segons els xiites.

Aquesta creença jueva tan antiga es deu al fet que el Gènesi explica dues vegades la creació de l'home i la dona. La primera: I Déu va crear l'home a la seva imatge, a la semblança de Déu el va crear; creà l'home i la dona. (Gen, 1:27)
La segona: I de la costella que havia tret de l'home, el Déu Etern en va fer una dona i la dugué a l'home. (Gen, 2:22)
Segons el Gènesi Rabba, midràs del segle v sobre el llibre del Gènesi, Adam tenia vint anys i Eva encara no havia estat creada, quan Jahvè va demanar a l'home que posés nom a totes les bèsties, aus i altres éssers vivents. Quan desfilaren davant d'ell en parelles, mascle i femella, Adam sentí gelosia del seu amor, i encara que va copular amb cada femella animal per torn, no trobà satisfacció en l'acte. Per això va exclamar: Totes les criatures tenen la parella apropiada, menys jo!, i pregà a Jahvè que remeiés aquesta injustícia.
Així, Déu va crear-li una femella amb qui poder estar junts. Aleshores van viure feliços i abonats al plaer que es donaven mútuament. Al cap d'un temps, però, Jahvè va adormir Adam i de la seva costella en va crear una altra dona, Eva, que era molt més assenyada i menys luxuriosa. Aleshores Lilit fou repudiada i segons algunes versions jueves abandonà l'Edèn. Amb tot, però, una serp (representació del dimoni) es va aparèixer a Eva i la va convèncer per menjar de l'arbre prohibit. Així fou com els primers homes es veieren obligats a abandonar l'Edèn.
Després d'instal·lar-se a la Terra, Adam repudià Eva pel pecat comès i durant cent trenta anys va dormir a les nits tot sol. Durant aquest període, Lilit s'apropava periòdicament a Adam qui, captivat per la seva bellesa, acabava mantenint relacions amb ella de les quals en van néixer els dimonis i esperits coneguts com a plagues de la humanitat o lilim.
Finalment, Adam s'apropà a Eva, es perdonaren i construïren una família molt nombrosa. Al cap de molts anys, una jove descendent de Caín, primogènit d'Adam, anomenada Naamà va tornar a la casa d'Adam i va mantenir relacions luxurioses amb ell. De resultes en va néixer Asmodeu i altres dimonis.
Segons l'historiador jueu del segle i Flavi Josep, quan ja era molt vell, Adam va predir uns cataclismes mundials a base de foc i aigua. Aleshores, uns descendents seus va començar la construcció de dues columnes gegants -una de maó i una de pedra- amb l'objectiu d'anotar-hi tota la saviesa (ciència i invents) adquirida per tal que, després dels cataclismes, les futures generacions poguessin aprendre ràpidament els coneixements ja adquirits. Aquestes columnes eren anomenades Pilars dels fills de Set.

## Adam en el cristianisme
En el cristianisme primitiu i al Nou Testament se'l vincula amb Jesucrist, donant-li el significat a aquest últim d'un segon Adam que dona la vida i resurrecció en contrast al primer Adam que portà la mortalitat.
La teologia cristiana interpreta la caiguda d'Adam com la causa del pecat original.

## Adam en l'islam
Segons l'islam, Adam va construir el primer altar a Déu. Uns dos mil anys després, el seu descendent Abraham, ajudat pel seu fill Ismael, van reconstruir aquest temple, que avui dia es coneix com la Kaba, situada a la Meca, la mesquita més important de l'islam. Les escriptures islàmiques no detallen el paper d'Eva com a temptadora, sinó que el diable apareix com a instigador de la parella per desobeir Déu.
Adam és considerat el primer dels set grans profetes.
En l'Alcorà es diu que fou creat de la pols, fou col·locat al paradís, fou expulsat per haver pecat i demanà perdó a Déu rebent misericòrdia d'ell.